# Charles Chatelanat
Charles Chatelanat, né le 10 avril 1833 à Yverdon-les-Bains et mort le 24 novembre 1907 à Préfargier dans le canton de Neuchâtel, est un pasteur, écrivain et poète vaudois.

## Biographie
Charles Chatelanat fait des études de théologie à la Faculté libre de Lausanne. Auteur des paroles françaises du Cantique suisse, Charles Chatelanat est consacré pasteur en 1858 dans l'Église libre. 
Il est nommé successivement pasteur intérimaire à Savigny et à Baulmes, puis pasteur à Échallens (1862-1863), Aigle (1872-1880) et Corsier (1880-1885).
Président de la société de Belles-Lettres en 1849 et 1850, Charles Chatelanat est également Zofingien. 

## Sources
- « Charles Chatelanat », sur la base de données des personnalités vaudoises sur la plateforme « Patrinum » de la Bibliothèque cantonale et universitaire de Lausanne.
- photographie, Patrie suisse, (R. C.) 1907, no 371, p. 300